# Tectocepheus titanius
Tectocepheus titanius är en kvalsterart som beskrevs av Ohkubo 1982. Tectocepheus titanius ingår i släktet Tectocepheus och familjen Tectocepheidae. Inga underarter finns listade i Catalogue of Life.